# Враненци
Враненци е село в Южна България. То се намира в община Велинград, област Пазарджик.

## География
Село Враненци се намира в планински район. Образувано е от сливането на Враненци, Еюпова и Ходжова (от с. Цветино) на 26декември 1978 г. Било е кмество, а сега е наместничество. В миналото е било махала на Община Цветино.

## История
След Руско-турската война и Съединението на България населението на бабешките колиби намалява. През 1887 година Христо Попконстантинов обнародва статистика за броя на домакинствата в бабешките колиби, в която съставните на Враненци махали - Еюбови колиби и Ходжуви колиби са посочени като селища със съответно 40 и 30 помашки семейства.

## Други
Основният поминък в селото е свързан с беритба на гъби и горски плодове, които местните жители предават на пътуващи търговци. В землището на велинградското село няма условие за развитие на земеделие, нито условия за отглеждане на животни. Близо 98% е безработицата в селото към септември 2009 година. Проблемът с транспорта в селото е основен – автобуси до общинския център Велинград има само рано сутрин от селото и късно следобед от Велинград към Враненци.